# Vigolone
Vigolone è una frazione del comune di Calestano, in provincia di Parma.
La località dista 2,81 km dal capoluogo.

## Geografia fisica
La località sorge alla quota di 853 m s.l.m., in prossimità della cima di uno dei rilievi appenninici della sponda destra della val Baganza.

## Storia
La zona di Vigolone risultava abitata già in epoca preistorica, come testimoniato dal rinvenimento di alcuni resti.
In epoca medievale nel piccolo borgo fu edificata una cappella, menzionata per la prima volta nel 1230.
Nella stessa epoca fu costruito sulla cima del monte in prossimità dell'abitato un castello, appartenente nel 1247 a Lanfranco da Cornazzano; in quell'anno il maniero respinse gli attacchi delle truppe dell'imperatore del Sacro Romano Impero Federico II di Svevia.
Nel 1249 il Comune di Parma donò al conte Alberto Fieschi il feudo di Calestano, comprendente anche i castelli di Marzolara, Alpicella e Vigolone. Nel 1275 il cardinale Ottobono Fieschi, futuro papa Adriano V, nominò suo erede di tali terre il fratello Percivalle; alla morte di quest'ultimo nel 1290 subentrarono i nipoti Luca, Carlo e Ottobono del ramo di Torriglia, che nel 1313 ne furono investiti dall'imperatore del Sacro Romano Impero Enrico VII di Lussemburgo.
Nel 1426 le truppe del duca di Milano Filippo Maria Visconti, in guerra coi conti Fieschi, riuscirono a impossessarsi della zona; nel 1431 Niccolò Piccinino promise al conte Gian Luigi Fieschi la restituzione dei castelli di Marzolara, Calestano e Vigolone al termine del conflitto, con la clausola che nel frattempo rimanessero nelle mani di Niccolò de' Terzi, il Guerriero; per questo ordinò al referendario del Comune di Parma Anton Simone Butigelli di consegnarli al Guerriero.
Nel 1439 Filippo Maria Visconti assegnò i feudi al cancelliere di Niccolò Piccinino Albertino de' Cividali e successivamente ai conti di Canino e a Giovanni da Oriate; nel 1443, al termine della guerra, il Duca restituì i castelli di Calestano, Marzolara e Vigolone al conte Giannantonio Fieschi in segno di riconoscenza per la sua devozione.
Nel 1650 Carlo Leone e Claudio Fieschi alienarono i feudi di Calestano, Marzolara, Vigolone e Alpicella con tutte le pertinenze al conte Camillo Tarasconi; i suoi eredi ne mantennero i diritti fino alla loro abolizione decretata da Napoleone nel 1805.
L'anno seguente Vigolone divenne frazione del nuovo comune (o mairie) di Calestano.
A causa della sua posizione decentrata rispetto alla strada provinciale tracciata a fondovalle, il borgo subì nel XX secolo un lento spopolamento.

## Monumenti e luoghi d'interesse

### Chiesa di San Giovanni Battista

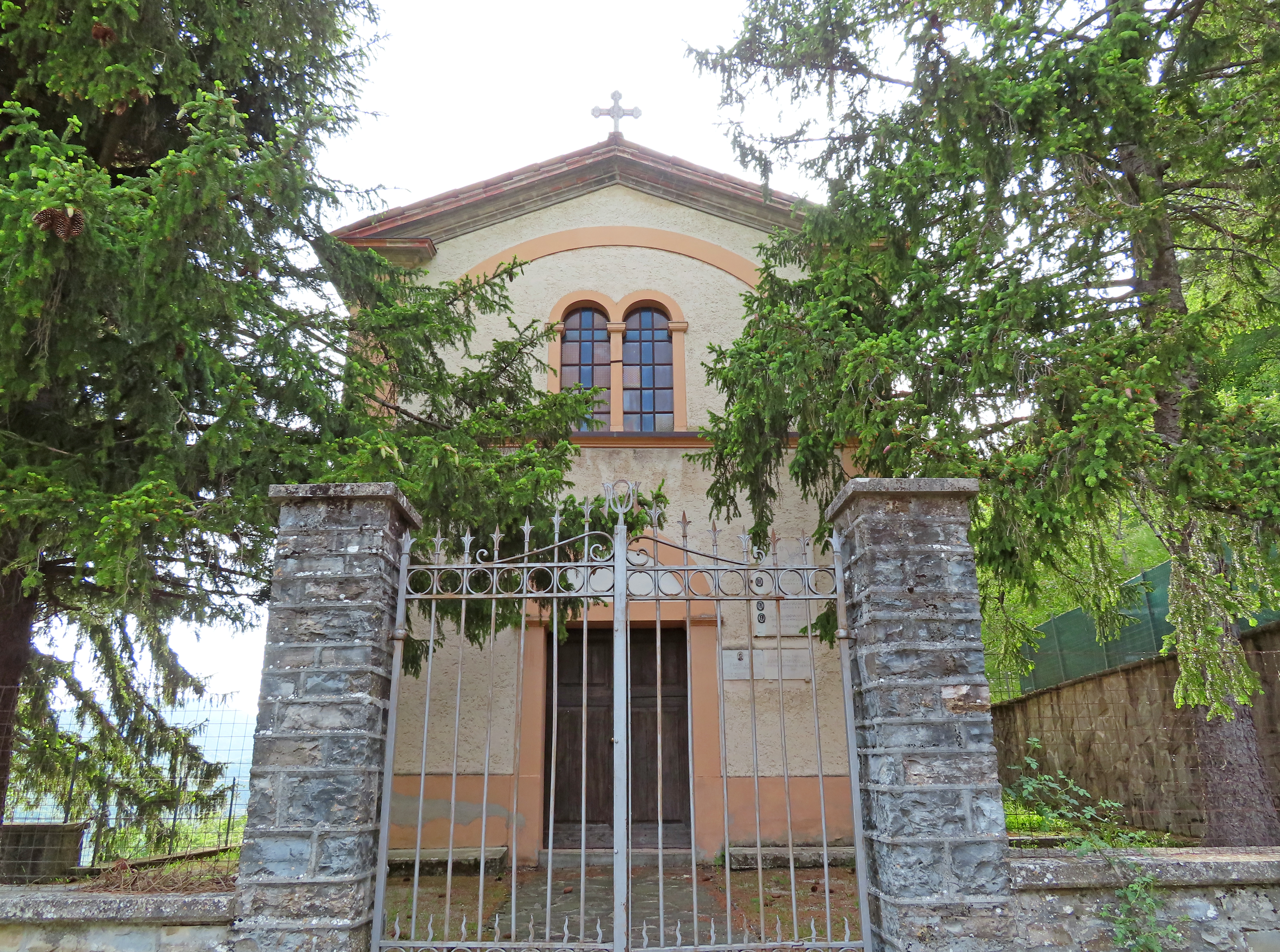
Chiesa di San Giovanni Battista

Menzionata per la prima volta nel 1230, la cappella romanica, elevata a sede parrocchiale nel 1564, fu abbattuta nel 1897 e completamente ricostruita a poca distanza; completata nel 1929 con la facciata e il campanile, la nuova chiesa fu decorata internamente tra il 1931 e il 1935. Il luogo di culto, ornato con lesene doriche e affreschi a motivi geometrici e floreali, è affiancato dalla canonica in pietra, risalente al 1594.

### Castello
Menzionato per la prima volta nel 1247, il castello, appartenente a Lanfranco da Cornazzano, fu donato nel 1249 ai conti di Lavagna Fieschi; conquistato nel 1246 dalle truppe di Filippo Maria Visconti, fu assegnato in seguito a Niccolò Guerriero, ad Albertino de' Cividali, ai conti di Canino e a Giovanni da Oriate, per essere infine restituito nel 1443 al conte Giannantonio Fieschi; occupato per alcuni giorni dalle truppe imperiali durante la guerra di Parma nel 1551, fu alienato nel 1650 al conte Camillo Tarasconi; abbandonato, cadde in profondo degrado; ne sopravvivono soltanto alcune tracce, seminascoste dalla folta boscaglia sulla cima del monte nei pressi dell'abitato.